# Zisterzienserinnenabtei Portalegre
Die Zisterzienserinnenabtei Portalegre (auch: São Bernardo de Portalegre) war von 1518 bis 1878 ein Kloster der Zisterzienserinnen in Portalegre in Portugal.

## Geschichte
Als Jorge de Melo, seit 1505 Abt von Kloster Alcobaça, 1518 zum Bischof von Guarda ernannt wurde (bis 1548), stiftete er in Portalegre (ab 1550 selbst Bischofssitz) die Zisterzienserinnenabtei Nossa Senhora da Conceição („Unsere Liebe Frau von der Empfängnis“), die er auch zu seiner Grablege bestimmte. Das Kloster, dessen Kirche 1572 eingeweiht wurde, war bekannt als Mosteiro de São Bernardo de Portalegre (lateinisch: Sanctus Bernardus Portalegrensis). Wie alle portugiesischen Klöster nach dem Sieg der Liberalen im Miguelistenkrieg wurde auch die Abtei Portalegre 1834 für Neuzugänge geschlossen. Die letzte Nonne starb 1878. Die seit 1910 unter Denkmalschutz stehenden Gebäude in der Innenstadtgemeinde São Lourenço (Portalegre) beherbergen heute eine Polizeischule. Das Kloster ist berühmt für seine beiden Kreuzgänge, seine Azulejosdekoration und das Grabmal Bischof Jorges, das größte seiner Art in Portugal.

### Handbuchliteratur
- Maur Cocheril: Routier des abbayes cisterciennes du Portugal. Portugiesisches Kulturzentrum, Paris 1978 (neu hrsg. von Gérard Leroux, Centre culturel portugais, Paris 1986).
- Laurent Henri Cottineau: Répertoire topo-bibliographique des abbayes et prieurés. Bd. 2. Protat, Mâcon 1939–1970. Nachdruck: Brepols, Turnhout 1995. Spalte 2343.
- Leopold Janauschek: Originum Cisterciensium Tomus Primus. Vindobonae 1877, S. LVII („S. Bernardus Portalegrensis“).
- Bernard Peugniez: Le Guide Routier de l’Europe Cistercienne. Editions du Signe, Straßburg 2012, S. 892–893.